# Penicuik
Penicuik (pron.: /ˈpɛnɪˌkʊk/ ; in gaelico scozzese: Peighinn na Cuthaig) è una cittadina di circa 16.000 abitanti della Scozia sud-orientale, facente parte dell'area amministrativa del Midlothian e situata lungo il corso del fiume North Esk.

## Etimologia
Il toponimo Penicuik deriva dal termine celtico pen-y-cog, che significa "collina del cuculo".

## Geografia fisica

### Collocazione
Penicuik si trova a circa 15 km a sud di Edimburgo.

## Società

### Evoluzione demografica
Al censimento del 2011 Penicuik contava una popolazione pari a 15.926 abitanti. Nel 2001 ne contava invece 16.183, mentre nel 1991 ne contava 15.661.

## Edifici d'interesse
Tra gli edifici d'interesse di Penicuik, figura la Penicuik House, risalente alla metà del XVIII secolo.

## Sport
La squadra di calcio locale è il Penicuik Athletic Football Club.